# Mördande hetta
Mördande hetta (originaltitel: Blue Smoke) är en amerikansk tv-film från 2007, regisserad av David Carson, som bygger på boken med samma namn av Nora Roberts.

## Handling
Filmen handlar om Catarina Hale (Alicia Witt). Hon är med om en brand när hon är ung och bestämmer sig efter det att hon vill bli brandutredare, när hon skaffar sig pojkvänner så dör de genom att brinna inne eller bli sprängda och det är en speciell person som dödar dem men det vet hon inte om, han är besatt av henne, och han försöker döda hennes senaste pojkvän Bo Goodnight (Matthew Settle).

## Rollista
| Alicia Witt       | – Reena Hale                |
| Scott Bakula      | – John Minger               |
| Matthew Settle    | – Bo Goodnight              |
| Talia Shire       | – Bianca Hale               |
| Eric Keenleyside  | – Gib Hale                  |
| John Reardon      | – Josh                      |
| Benjamin Ayres    | – Hugh                      |
| Chris Fassbender  | – Joey Pastorelli Jr.       |
| Taylor Dauphinais | – Young Reena               |
| David Brown       | – Joe Pastorelli Sr.        |
| Liam Nelson       | – Young Joey Pastorelli Jr. |